# لويز دوقة أرغيل
كانت الأميرة لويز، دوقة أرغيل (لويزا كارولين ألبرتا؛ 18 مارس 1848 – 3 ديسمبر 1939) - المُكرمة بنيشان فيكتوريا وآلبرت الملكي، والنيشان الإمبراطوري لتاج الهند، والنيشان الفيكتوري الملكي، ونيشان الإمبراطورية البريطانية الأفخر، ونيشان الصليب الأحمر الملكي، ونيشان القديس جون -  الطفل السادس والابنة الرابعة للملكة فيكتوريا والأمير ألبرت. كانت في حياتها العامة مناصرة قوية للفنون والتعليم العالي والقضية النسوية. أمضت بدايات حياتها متنقلة بين المنازل الملكية بصحبة عائلتها. حين توفي والدها، زوج الملكة، في 14 ديسمبر عام 1861، دخل البلاط في فترة حداد وحزن طويلة، وأصبحت لويز مع الوقت غير متعاطفة مع هذه الحالة وغير متفهمة لها. كانت لويز نحاتة وفنانة موهوبة، ولا تزال عدة من منحوتاتها قائمة لهذا اليوم. كانت أيضًا داعمة للحركة النسوية، تتراسل مع جوزفين باتلر وتزور إليزابيث غاريت.
عملت لويز قبل زواجها، من عام 1866 إلى عام 1871، كسكرتيرة غير رسمية لوالدتها، الملكة.
نوقش موضوع زواج لويز في أواخر ستينيات القرن التاسع عشر. اقتُرح الخُطّاب من الأسر الملكية في بروسيا والدنمارك، لكن فكتوريا لم تُرد لها الزواج من أمير أجنبي، ولذلك اقترحت شخصًا ذو رتبة عالية من الطبقة الأرستقراطية البريطانية. رغم اعتراض أفراد العائلة المالكة، وقعت لويز في حب جون، ماركيز لورن، وريث دوق أرغيل. وافقت فكتوريا على الزواج، الذي وقع في 21 مارس عام 1871. بعد بداية سعيدة، افترق الطرفان، ربما بسبب عدم إنجابهم وقيود الملكة على نشاطاتهم.
في عام 1878، عُيّن لورن الحاكم العام لكندا، منصب استلمه من عام 1878 إلى 1884. كانت لويز زوجة نائب الملكة، وبدأت باهتمام مستمر في كندا. أُطلقت أسماؤها على العديد من المعالم في كندا (كمقاطعة ألبرتا، بحيرة لويز...). 
عقب وفاة فيكتوريا عام 1901، دخلت لويز ضمن الدائرة الاجتماعية الخاصة بشقيقها الأكبر، الملك الجديد، إدوارد السابع. نجا زواج لويز بفضل فترات طويلة من التباعد؛ تصالح الزوجان عام 1911 وتدمرت بوفاته عام 1914. بعد نهاية الحرب العالمية الأولى عام 1918، بسن 70، بدأت بالتقاعد من الحياة العامة، مُتولية لبضعة مهام عامة خارج قصر كنسينغتون، حيث توفيت بسن 91.

## سكرتيرة
توفي والد لويز، الأمير ألبرت، في وندسور يوم 14 ديسمبر عام 1861. كانت الملكة منهارة، وأمرت أسرتها بالانتقال من وندسور إلى منزل أوزبورن في جزيرة وايت. أصبح جو البلاط الملكي كئيبًا وسقيمًا في ظل وفاة الأمير، وأصبحت الوسائل الترفيهية قليلة ومملة. وسرعان ما استاءت لويز من حداد والدتها الذي طال أمده. طلبت لويز لعيد ميلادها السابع عشر عام 1865، فتح صالة الرقص من أجل رقصة الظهور الأول، التي لم يؤدَ مثلها منذ وفاة الأمير ألبرت. رُفض طلبها، وسبّب ضجرها من روتين التنقل الممل بين المنازل الملكية المختلفة في أوقات محددة، غضب والدتها، التي اعتبرت أن لويز طائشة ومُجادِلة.
واست الملكة نفسها عن طريق الاستمرار بتحقيق خطط الأمير ألبرت لأطفالهم. تزوجت الأميرة أليس من الأمير لويس، دوق هسن الأكبر المستقبلي، في منزل أوزبورن في 1 يونيو عام 1862. في عام 1863، تزوج إدوارد، أمير ويلز، من ألكسندرا أميرة الدنمارك. سنّت الملكة تقليدًا، وهو أن الابنة الأكبر غير المتزوجة ستصبح سكرتيرتها غير الرسمية، وهو منصب أخذته لويز عام 1866، رغم قلق الملكة من طيش ابنتها.
لكن، أثبتت لويز أنها جيدة في العمل: كتبت فيكتوريا بعد ذلك بوقت قصير: «هي (ومن كان سيفكر كذلك قبل عدة سنوات؟) فتاة محبوبة ذكية ذات شخصية قوية رفيعة، غير أنانية وحنونة». على أي حال، حين وقعت لويز في حب معلم شقيقها ليوبولد، الموقر روبنسن داكورث (أكبر منها بأربعة عشر عامًا)، بين عام 1866 وعام 1870، تمثل رد فعل الملكة بطرد داكورث عام 1870. أصبح لاحقًا كنسيًّا في دير وستمنستر.
ضجرت لويز في البلاط، وبتأديتها لواجباتها، التي كانت أكثر من مجرد مهام سكرتارية بسيطة، ككتابة رسائل بالنيابة عن الملكة؛ التعامل مع المراسلات السياسية؛ تقديم الصحبة لوالدتها، أصبح لديها مسؤوليات أكثر.